# Уасин-Гишу
 Округ Уасин Гишу — один из 47-ми округов Кении, расположенный в бывшей провинции Рифт-Валли. Город Элдорет является крупнейшим населенным пунктом округа, а также его административным и торговым центром.
Уасин Гишу расположен на плато с прохладным и умеренным климатом. Округ граничит с округом Транс-Нзоя на севере, округами Эльгейо-Мараквет и Баринго на востоке, округом Керичо на юге, округом Нанди на юге, юго-западе и округом Какамега на западе.
Известные уроженки — спортсменки Агнес Джебет Тироп и Перес Джепчирчир